# Hanne Bæk Olsen
Hanne Bæk Olsen (født 20. oktober 1956) er en dansk socialdemokratisk politiker og borgmester i Silkeborg Kommune fra 2010 til 2013. Indtil 31. december 2009 var hun 1. viceborgmester i samme kommune.

## Ekstern kilde/henvisning
- Hanne Olsens profil på Socialdemokraternes hjemmeside